# Anne Mie Gils
Anne Mie Gils (Balen, 18 september 1957) is een Vlaamse actrice en musicalster. Zij wordt  vaak beschouwd als de leading lady van de Vlaamse musicalindustrie. Bij het grote publiek is ze vooral gekend om haar rollen in de musicals van Studio 100 en als commissaris An Treunen in de tv-reeks Zone Stad.

## Levensloop
Gils studeerde woordkunst aan het Conservatorium van Antwerpen.
In het theater speelde ze onder meer met het Raamtheater in Pak’em Stanzi, in het Fakkelteater Nonsens, Dansmarathon, met het Koninklijk Jeugdtheater in Billy Liar en Tarzan. In de musicals van Studio 100 werd Gils vaak gecast als antagonist. Zo speelde ze de jaloerse koningin in Sneeuwwitje (1998), de boze stiefmoeder in Assepoester (1999) en de slechte fee in Doornroosje (2002). In het najaar van 2004 speelde ze de rol van mevrouw Johnstone in de musical Bloedbroeders in Theater Elckerlyc. In 2005 speelde ze opnieuw de koningin in Sneeuwwitje. Met het Koninklijk Ballet van Vlaanderen speelde ze in Me and my girl, Evita, Man van La mancha en Jesus Christ Superstar.
Gils heeft bovendien rollen in televisieseries en speelfilms vertolkt. Haar bekendste zijn die van hoofdcommissaris An Treunen in Zone Stad en die van koningin Abbessinia in K3 en de kattenprins. Sinds 2011 speelt ze Colette Vermeir in de soap Familie. Ze verdween in de periode 2011-2013 enkele keren voor langere tijd uit beeld.
Gils behaalde in 1989 de derde plaats in het BRT Eurosong met het nummer "Ik Leef".
Gils is ook de stem van de telefonische tijdmelding (in de volksmond: de sprekende klok).
Anne Mie Gils heeft twee dochters, Pauline en Marie, die ook haar dochters speelden in de televisieserie Zone Stad.

## Televisie
- Dood Spoor - Moeder van Cleo (2025)
- Flikken Maastricht - Lies Dubois (2025)
- Fair Trade - rechter (2021)
- Connie & Clyde (2018)
- Tabula Rasa - Chantal (2017)
- Familie - Colette Vermeir (2011-2013)
- De Vijfhoek - rechter (2012)
- Matroesjka’s - Brit van Os (2008)
- Aspe - Vera Dedecker (2008)
- De Wet volgens Milo - rechter (2004)
- Witse - slagersvrouw (2004)
- Zone Stad - Hoofdcommissaris An Treunen (2003-2008)
- W817 - Hostess (2000)
- Thuis - Gerda Van de Wiele (1997)
- Meester! (1994)
- Nonsens - zuster Marie-Paule (1991)

## Film
- Wicked -  Madame Morrible /  Madam Akaber (ingesproken, 2024)
- Turning Red - Auntie Ping (ingesproken, 2022)
- Toy Story 4 - Dolly (ingesproken, 2019)
- Belle en het Beest - Mevrouw Tuit (ingesproken, 2017)
- De Dolle Tweeling - Directrice Theobald (ingesproken, 2013, 2016)
- Wickie de Viking - Ylva (ingesproken, 2010)
- Bolt - Penny's moeder (ingesproken, 2008)
- K3 en de Kattenprins - koningin Abbessinia (2007)
- Cars - Mevr. The King / Kori Turbowitz (ingesproken, 2006)
- Tarzan - Kala (ingesproken, 1999)
- Kiekeboe: Het witte bloed - Charlotte (1992)

## Musical
- Elisabeth - Aartshertogin Sophie in de Franstalige productie van het Festival Bruxellons! (zomer 2022)
- Sunset Boulevard - Norma Desmond in de Franstalige productie van het Festival Bruxellons! (zomer 2018)[2]
- The Little Mermaid - Ursula (2017)
- Goodbye, Norma Jeane - Norma Jeane Baker, Gladys en reporter (2017)
- Nonsens, een zalige musical - Moeder Overste (2017) / Event-Team
- Muerto! - Maria (2016)
- De Muze van Rubens - Helene Fourment (2016)
- Muerto! - Maria (2013)
- Domino - Linda (2012)
- Onderweg - Anne Mie Gils (2011)
- Ganesha - Margreet (2010)
- No Nonsense - Never give up on the heart (oktober 2010)
- Je Anne - Edith Frank (2009)
- Elisabeth - Aartshertogin Sophie (2009)
- Daens - Nora Scholiers (2008-2009)
- Fame - Miss Sherman in de Vlaamse versie van de Nederlandse Fame (2008)
- The Party is Over - diverse rollen (2007)
- Sneeuwwitje - Koningin (2005)
- Bloedbroeders - Mrs. Johnstone (2004)
- Fiddler on the Roof - Yenthe (2003)
- Doornroosje - Diadora (2002)
- De Pre Historie van de musical - solist (2000-2001)
- Company - Joanna (1999-2000)
- Assepoester - Stiefmoeder (1999)
- Sneeuwwitje - Koningin (1998)
- Jesus Christ Superstar - Maria Magdalena (1994)
- Man van La Mancha - Dulcinea (understudy) (1993-1995)
- Me and My Girl - Lady Damming (1987-1989)

## Theater
- Raamtheater
- Fakkelteater
- Koninklijk Jeugdtheater
- Event-Team
- EWT

## Prijzen
- Vlaamse Musicalprijs: Beste Vrouwelijke Bijrol in Elisabeth (2006)
- Vlaamse Musicalprijs: Bijzondere verdienste (2006)